# ルイス・カスティーヨ (外野手)
ルイス・エドゥアルド・カスティーヨ（Luis Eduardo Castillo、1989年5月15日 - ）は、パナマ・コクレ県アグアドゥルセ出身のプロ野球選手（外野手）。右投右打。

## 経歴

### プロ入りとタイガース傘下時代
2007年1月30日にアマチュアFAでデトロイト・タイガースと契約。契約後はルーキー級ベネズエラン・サマーリーグ（VSL）のVSLタイガースでデビューし、66試合に出場、打率.232、2本塁打、35打点、8盗塁の成績を残した。
2008年はドミニカ、2009年はフロリダのサマーリーグを中心にプレーした。
2011年にA級ウェストミシガン・ホワイトキャップスに昇格。122試合に出場して打率.267、3本塁打、38打点、5盗塁を記録した。
2012年はA級ウエストミシガンで12試合、A+級レイクランド・タイガースで86試合の合計98試合に出場し、打率.244、3本塁打、39打点、2盗塁を記録した。また11月に母国パナマで行われた第3回WBC予選のパナマ代表に選出された。
2013年はAA級エリー・シーウルブズで96試合に出場し、打率242、2本塁打、32打点の成績を残したが、オフの11月4日にFAとなった。

### タイガース退団後
2014年からはパナマの国内リーグであるパナマニアン・プロフェッショナル・ベースボール・リーグ（Probeis）に活動拠点を移してプレーしている。
また、2016年に開催された第4回WBC予選と、2023年の第5回WBCにパナマ代表として出場している。第5回WBCでは、第1ラウンド（台中ラウンド）初戦となるチャイニーズタイペイ戦で右翼手として出場し、右中間のフェンス際まで飛んだ大飛球を中堅手のホセ・ラモスと交錯しながら好捕し、勝利に貢献した。

## 詳細情報

### WBCでの打撃成績
| 年 度 | 代 表  | 試 合 | 打 席 | 打 数 | 得 点 | 安 打 | 二 塁 打 | 三 塁 打 | 本 塁 打 | 塁 打 | 打 点 | 盗 塁 | 盗 塁 死 | 犠 打 | 犠 飛 | 四 球 | 敬 遠 | 死 球 | 三 振 | 併 殺 打 | 打 率 | 出 塁 率 | 長 打 率 |
| ----- | ------ | ----- | ----- | ----- | ----- | ----- | -------- | -------- | -------- | ----- | ----- | ----- | -------- | ----- | ----- | ----- | ----- | ----- | ----- | -------- | ----- | -------- | -------- |
| 2023  | パナマ | 4     | 14    | 13    | 1     | 4     | 1        | 0        | 0        | 5     | 1     | 0     | 0        | 0     | 0     | 1     | 0     | 0     | 2     | 3        | .308  | .357     | .385     |

- 太字は大会最高

### 代表歴
- 2013 ワールド・ベースボール・クラシック・パナマ代表
- 2017 ワールド・ベースボール・クラシック・パナマ代表
- 2023 ワールド・ベースボール・クラシック・パナマ代表